# Tartessoides griseus
Tartessoides griseus är en insektsart som beskrevs av Evans 1936. Tartessoides griseus ingår i släktet Tartessoides och familjen dvärgstritar. Inga underarter finns listade i Catalogue of Life.